# 長島鴨
長島鴨（英語：Long Island Ducks）是美國紐約州長島中艾斯利普的棒球隊，屬獨立聯盟大西洋職棒联盟北區，得名自長島歷史悠久的養鴨業，球隊主場為费尔菲尔德地产球场，吉祥物為名叫「QuackerJack」的鴨子（名稱來自棒球比賽中常見的零食Cracker Jack與鴨子叫聲Quack）。
長島鴨於2000年首次出賽，曾於2004年、2012年、2013年與2019年四度獲聯盟冠軍。同聯盟球隊橋港藍魚隊曾為其勁敵。前大聯盟球員唐崔利·威利斯、拉蒙·卡斯特罗、比爾·霍爾、里奇·希爾與艾瑞克·岡尼耶等人曾為長島鴨隊成員。

## 外部連結

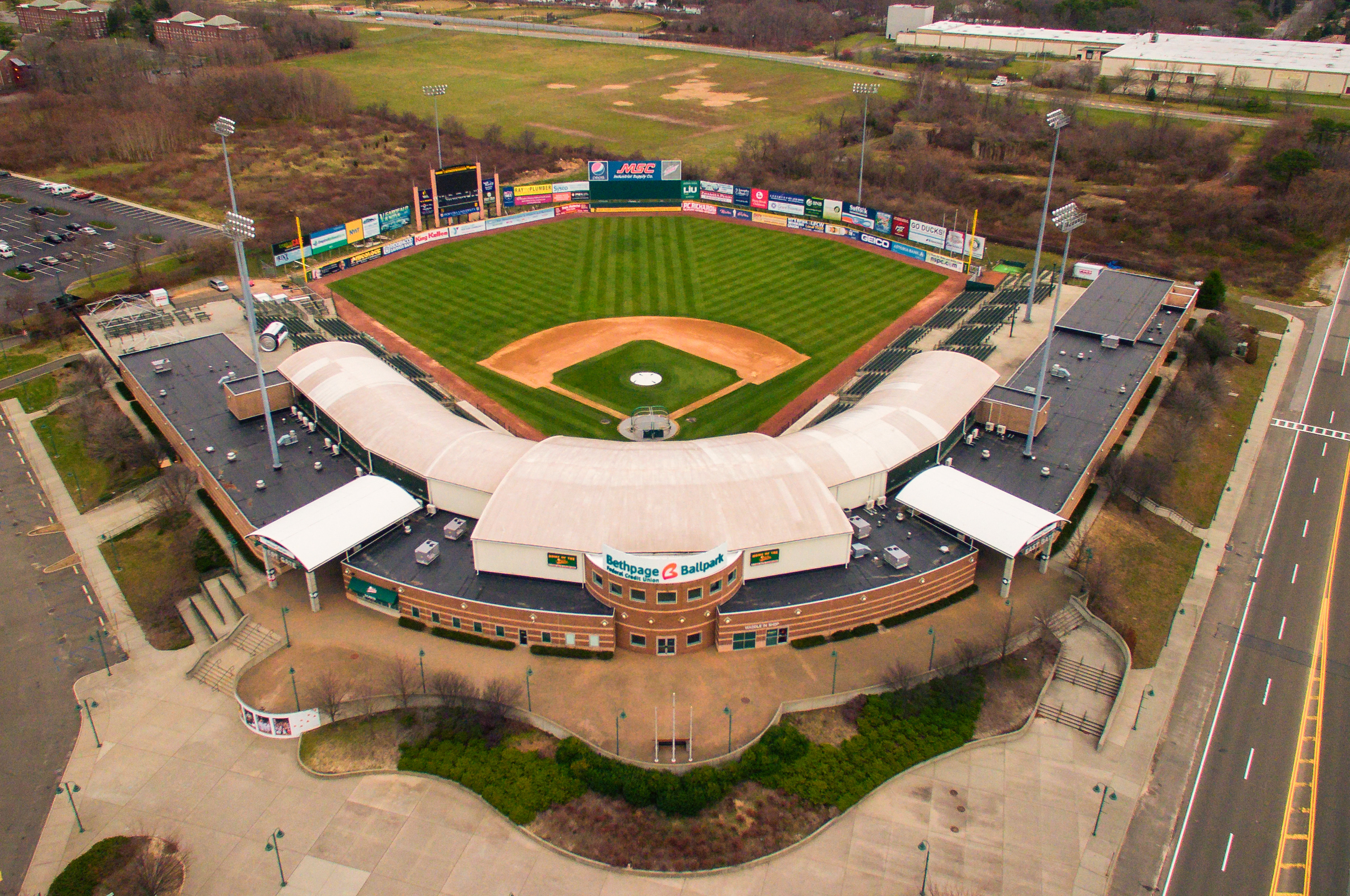
長島鴨的主場费尔菲尔德地产球场

- Long Island Ducks official website （页面存档备份，存于）